# I diari della motocicletta
I diari della motocicletta (Diarios de motocicleta) è un film del 2004 diretto da Walter Salles sulle avventure del giovane Ernesto "Che" Guevara, ispirato dai diari di viaggio Latinoamericana (Notas de viaje) dello stesso Guevara e dal romanzo biografico Un gitano sedentario (Con el Che por America Latina), dell'amico e compagno di viaggio del "Che", Alberto Granado. Il film è stato presentato in concorso al 57º Festival di Cannes.

## Trama
Il film ripercorre il lungo e avventuroso viaggio intrapreso dal giovane Ernesto Guevara e il suo amico Alberto Granado nel 1952 attraverso l'America Latina, inizialmente in sella alla motocicletta di quest'ultimo (una Norton 500 M18 del 1939 soprannominata "la Poderosa") e successivamente a piedi o con i più disparati mezzi di fortuna.
All'epoca Ernesto "Fuser" Guevara è ancora un ventiduenne studente della facoltà di medicina e rugbista con il Club Atlético de San Isidro, mentre Alberto è un giovane biochimico ventinovenne che lavora in un ospedale locale. L'obiettivo che li spinge al viaggio è di lavorare in una colonia di lebbrosi in Perù anche se inizialmente lo fanno per il divertimento e l'avventura. Desiderano vedere il più possibile l'America Latina, mentre Granado non disprezza di accontentare tutte le donne che cadranno tra le sue braccia.
Il loro percorso pianificato è ambizioso, più di 14.000 chilometri in soli quattro mesi e mezzo, portandoli a nord attraverso le Ande, lungo la costa del Cile, attraverso il deserto di Atacama e nell'Amazzonia peruviana per raggiungere il Venezuela giusto in tempo per il trentesimo compleanno di Granado, il 2 aprile. Tuttavia, a causa della rottura di La Poderosa, sono costretti a viaggiare a un ritmo molto più lento, spesso a piedi, e non arrivano a Caracas che a fine luglio.
Durante la loro spedizione, Guevara e Granado incontrano la povertà dei contadini indigeni, e il film assume una maggiore serietà quando gli uomini ottengono un migliore senso della disparità tra gli "abbienti" (a cui appartengono) e gli "sfruttati" che costituiscono la maggioranza di coloro che incontrano viaggiando a piedi. In Cile, ad esempio, incontrano una coppia squattrinata e perseguitata costretta a vivere per strada a causa delle loro convinzioni comuniste. I due, quindi, accompagnano la coppia alla miniera di rame di Chuquicamata, dove Guevara si arrabbia per il trattamento degli operai.
Tuttavia, è una visita alle antiche rovine Inca di Machu Picchu in Perù che cambiano qualcosa nel Guevara in quanto le sue riflessioni si concentrano sul modo in cui una civiltà indigena capace di costruire tale bellezza possa essere distrutta dai creatori del degrado urbano inquinato della vicina Lima. Le sue riflessioni sono interrotte da Granado, che condivide con lui un sogno per rivoluzionare e trasformare pacificamente il moderno Sud America, a cui Guevara replica rapidamente: "Una rivoluzione senza armi da fuoco? Non funzionerà mai".
Più tardi, in Perù, fanno volontariato per tre settimane nella colonia di lebbrosi di San Pablo. Lì, Guevara osserva sia letteralmente che metaforicamente la divisione della società, tra lo staff dei medici che vivono sul lato nord di un fiume e i lebbrosi che vivono al di là del fiume a sud. Per dimostrare la sua solidarietà e la sua convinzione medica che la lebbra non è contagiosa, Guevara rifiuta di indossare guanti di gomma durante la sua visita, come richiede la suora, scegliendo invece di stringere le mani nude e interagire normalmente con i pazienti lebbrosi sorpresi.
Alla fine del film, dopo il suo soggiorno nella colonia dei lebbrosi, Guevara conferma i suoi nascenti impulsi egualitari e anti-autoritari, mentre fa un brindisi di compleanno, che è anche il suo primo discorso politico. In esso invoca un'identità pan-latinoamericana che trascenda i confini arbitrari sia della nazione che della razza.
Guevara fa il suo simbolico "ultimo viaggio" di notte quando, nonostante il pericolo e la sua asma, nuota attraverso il fiume che separa le due società del lebbrosario, per trascorrere la notte in una baracca lebbrosa, invece che nelle cabine dei dottori. Più tardi, mentre si salutano in un aeroporto, Granado rivela che il suo compleanno non era in realtà il 2 aprile, ma piuttosto l'8 agosto, e che l'obiettivo di cui sopra era semplicemente un motivatore: Guevara replica che l'aveva sempre saputo. Il film si chiude con l'apparizione del vero Alberto Granado, 82enne, insieme con le foto del viaggio reale e una breve menzione all'esecuzione del 1967 di Che Guevara nella giungla boliviana.

## Produzione
Gael García Bernal aveva già interpretato Ernesto "Che" Guevara nel film TV statunitense del 2002 Fidel - La storia di un mito. L'unico cambiamento è stato nella versione in italiano del film: se nel primo era doppiato da Riccardo Rossi, in questo secondo il doppiatore ufficiale del "Che" diventa Massimiliano Alto.

## Accoglienza

### Incassi
In tutto il mondo il film ha ricavato 57,66 milioni di dollari al botteghino.

### Critica
Il film ha ricevuto recensioni molto positive da parte dei critici ed ha ricevuto una standing ovation al Sundance Film Festival del 2004. 
Di diverso avviso il critico Roger Ebert, che ha giudicato le recensioni positive "una questione di politicamente corretto, presumo; è impopolare essere contro Che Guevara." MYmovies.it, invece, lo ha definito "una bella lezione 'morale' senza moralismi né agiografie".
Su Metacritic il film ha ottenuto un punteggio di 75/100 sulla base di 37 recensioni, denotando "recensioni generalmente favorevoli". Invece, su Rotten Tomatoes il film ha una media dell'83% di approvazione, sulla base di 157 recensioni, con un punteggio medio di 7,5 su 10. 
Inoltre, lo storico britannico Alex von Tunzelmann, che recensisce film per il The Guardian, ha valutato il film con un A- per quanto riguarda l'accuratezza storica.

## Riconoscimenti
- 2005 - Premio Oscar
  - Miglior canzone (Al otro lado del río) a Jorge Drexler
  - Nomination Migliore sceneggiatura non originale a José Rivera
- 2005 - Golden Globe
  - Nomination Miglior film straniero (Argentina)
- 2005 - Premio BAFTA
  - Miglior film straniero a Michael Nozik, Edgard Tenenbaum, Karen Tenkhoff e Walter Salles
  - Miglior colonna sonora a Gustavo Santaolalla
  - Nomination Miglior film a Michael Nozik, Edgard Tenenbaum e Karen Tenkhoff
  - Nomination Miglior attore protagonista a Gael García Bernal
  - Nomination Miglior attore non protagonista a Rodrigo De la Serna
  - Nomination Migliore fotografia a Éric Gautier
  - Nomination Migliore sceneggiatura non originale a José Rivera
- 2004 - Festival di Cannes
  - François Chalais Award a Walter Salles
  - Premio della Giuria Ecumenica a Walter Salles
  - Grand Prix tecnico a Éric Gautier
  - Nomination Palma d'oro a Walter Salles
- 2005 - Broadcast Film Critics Association Award
  - Nomination Miglior film straniero
- 2005 - Premio César
  - Nomination Miglior film straniero a Walter Salles
- 2005 - Independent Spirit Award
  - Migliore fotografia a Éric Gautier
  - Miglior attore debuttante a Rodrigo De la Serna
  - Nomination Migliore regia a Walter Salles
- 2005 - Premio Goya
  - Migliore sceneggiatura non originale a José Rivera
- 2005 - Satellite Award
  - Nomination Miglior film straniero (Argentina)
  - Nomination Miglior attore in un film drammatico a Gael García Bernal
- 2004 - Efebo d'oro